# Yoshimoto Kōgyō
Yoshimoto Kogyo Co., Ltd. (吉本興業株式会社, Yoshimoto Kōgyō Kabushiki-gaisha?) (TYO: 9665) es un gran conglomerado de entretenimiento japonés, con su sede en Osaka. Fue fundada en 1912 como un teatro tradicional, y desde entonces ha crecido hasta ser una de las más influyentes compañías de Japón, que emplean a la mayor parte del talento popular owarai (comedia) japonés, produciendo y promocionando los shows que aparecen en él, e incluso el mantenimiento de su propio parque de atracciones.
Se dice que Yoshimoto ha sido el gran responsable del desarrollo de manzai japonés tras la Segunda Guerra Mundial y, de hecho, los kanji que se utilizan ahora para la palabra manzai fueron presentados por Yoshimoto en 1933, dando una nueva era a la comedia. Aunque el manzai puro ya no es el entretenimiento predominante en Japón, la influencia de Yoshimoto y el espíritu de vida manzai vive en la comedia japonesa moderna, lo cual se observa en la prevalencia del dialecto de Kansai, en muchos producciones owarai.
El actual director de Yoshimoto es Isao Yoshino, quien sustituyó al exdirector (quien lo fue por largo tiempo) Masao Kimura en enero de 2005. Kimura ha sido parte de la empresa desde su ingreso en 1969, y en los 35 años que trabajó Kimura con Yoshimoto, la empresa se expandió en gran medida y su reputación creció enormemente. Recién salido de la universidad, Yoshimoto sigue siendo la meta para muchos jóvenes actores, y muchos de ellos esperan ser aceptados en la "Nueva Creación de una Estrella" en la escuela de Osaka, o uno de los demás a través de Japón.
Yoshimoto cuenta en la actualidad con más de 650 artistas, posiblemente el más famoso es el owarai Kombi (dúo) Downtown, sucesores del dúo manzai Yasu-Kiyo en la década de los '80. Como en gran parte de la cultura japonesa, existe un estrecho vínculo entre los miembros sempai(senior) y kōhai (junior) de la industria de entretenimiento. Muchos empleados de Yoshimoto de nivel inferior no reciben salarios completos, sino más bien se benefician del asesoramiento y la orientación de los miembros "senior" de la empresa.

## Actos populares bajo la dirección de Yoshimoto
Algunos otros actos populares bajo la dirección de Yoshimoto son:

### Solo
- Sanma Akashiya 明石家 さんま
- Shimada Shinsuke 島田 紳助
- Kōji Imada 今田耕司
- Koji Higashino 東野 幸治
- Masaki Sumitani 住谷正樹　(aka Razor Ramon HG レイザーラモン HG)
- Takashi Fujii 藤井隆
- Hanako Yamada 山田花子

### Dúo
- Downtown ダウンタウン (Masatoshi Hamada and Hitoshi Matsumoto)
- Ninety-nine ナインティナイン (Takashi Okamura and Hiroyuki Yabe)
- Rozan ロザン　(Fuminori Ujihara, Hirofumi Suga)
- King Kong キングコング (Akihiro Nishino and Yuuta Kajiwara)
- London Boots ロンドンブーツ1号2号 (Atsushi Tamura and Ryō Tamura)
- Chutorial チュートリアル (Yoshimi Tokui and Mitsunori Fukuda)
- Kirin 麒麟 (Akira Kawashima and Hiroshi Tamura)
- Harisenbon ハリセンボン (Haruka Minwa and Haruna Kondou)
- Penalty ペナルティ (Hide and Wacky)
- Regular レギュラー (Kōta Matsumoto and Akihiro Nishikawa)
- Jichō Kachō 次長課長 (Junichi Kōmoto and Satoshi Inoue)
- 130R (Hon Kon and Itsuji Itao)
- $10 (Ten Daraa)

Yoshimoto ha ido ampliando su actividad en los últimos años, debido al "boom warai". Ahora tienen su propio parque temático de la comedia en Otaru, Hokkaido y han comenzado con músicos, productores, cantantes y deportistas junto con las empresas con la industria owarai japonesa.

## Propiedades
Yoshimoto Kogyo es titular de un número de oficinas corporativas y las etapas, la mayoría situados en el centro de las áreas de Osaka y Tokio. La compañía tiene dos sedes, la sede de Osaka (大阪本部) y la sede de Tokio (东京本部) y una serie de etapas, a saber, la Lumine the Yoshimoto (ルミネlaよしもと), base de Yoshimoto (baseよしもと), Nanba Grand Kagetsu (なんばグランド花月), y una nueva etapa en el popular distrito de Shibuya de Tokio, Yoshimoto Mugendai Hall (ヨシモト∞ホール). Yoshimoto también tiene un parque de diversiones en el centro de Osaka llamado Yoshimoto Shōtengai (吉本笑店街).